# Héctor García Cortés
Héctor Fabio García Cortés (Pereira, Risaralda, Colombia, 12 de febrero de 1967) es un actor de cine, teatro y televisión colombiano. Es reconocido por destacar en varias producciones nacionales.

## Filmografía

### Televisión
- Devuélveme la vida (2024) — Ignacio Bernal[4]
- Arelys Henao, aún queda mucho por cantar (2024) — "Nando"[5]
- Rigo (2023-2024) — Policía[6]
- La nieta elegida (2021-2022) — Braulio Mayorga[7]
- Decisiones: Unos ganan, otros pierden (2020) — 1 episodio
- El hijo del Cacique (2019)
- Las muñecas de la mafia 2 (2019) — Álvaro García
- Sin senos si hay paraíso (2017-2018) — Javier Barrios
- Sobreviviendo a Escobar, alias JJ  (2017) — Manuel Romero Orjuela
- La ley del corazón (2016-2017)
- La viuda negra 2 (2016) — Camello
- La esquina del diablo (2015) — Rafael
- Laura, la santa colombiana (2015)
- Palabra de ladrón (2014) — Detective Osorio
- El Chivo (2014)
- En otra piel (2014) — El Dueño de la moto
- Alias el Mexicano (2013) — Héctor Lineros
- La prepago (2013)
- El laberinto (2012) — Rigoberto Bernal
- Correo de inocentes (2011-2012) — Ernesto Penso
- La bruja (2011) — Martinez
- Ojo por ojo  (2010) — Raca Barragan
- Rosario Tijeras (2010) — Cristancho
- El capo (2009-2010) — Aristobulo Vanegas 'Federico Barón Correa'
- Verano en Venecia (2009) — Virgelino Quinche
- El cartel de los sapos (2008) — Israel de la Cruz
- Sin retorno (2008) — Leopoldo
- Tiempo final (2007-2008) — Borracho / Cacho Garrrido
- El ventilador (2007) — Maleta
- Sin vergüenza (2007) — Aníbal Polanski
- Criminal (2006) — Cordero
- Por amor (2006)
- Juegos prohibidos (2005-2006)
- La lectora (2002-2003)
- Hospital central (2002) — Luis Berrocal
- Policías, en el corazón de la calle (2000)
- Adonde va Soledad (2000-2001)

## Cine
- Hasta aquí todo va bien (2017) — Echeverry
- Pasos del héroe (2016) — Carlos
- Las tetas de mi madre (2015) — Jhon
- La lectora  (2012) — Wilson
- Yo soy otro (2008) — José González
- Collar de perlas (2007) — El malo
- Satanás, perfil de un asesino (2007) — Taxista
- No Pongas Tus Puercas Manos Sobre Mi (2005)
- El colombian dream (2005) — El duende
- Pídele cuentas al rey (1999) — Camionero
- Rachero loco y torero (1997) — Soplón